# 外屏增八
外屏增八，即双鱼座62（62 Psc）是双鱼座的一颗恒星，视星等为+5.93，距离地球约579光年。